# Girorombiikozidodekaeder
| Girorombiikozidodekaeder | Girorombiikozidodekaeder                           |
| ------------------------ | -------------------------------------------------- |
|                          |                                                    |
| Vrsta                    | Johnsonovo telo J71-J72-J73                        |
| Stranske ploskve         | 4x5 trikotnikov 4x5+10 kvadratov 2+2x5 petkotnikov |
| Robovi                   | 120                                                |
| Oglišča                  | 60                                                 |
| Dualni polieder          | -                                                  |
| Konfiguracija oglišča    | 10(3.42.5) 4x5+3x10(3.4.5.4)                       |
| Simetrijska grupa        | C5v                                                |
| Lastnosti                | konveksen                                          |
| mreža telesa             |                                                    |

Girorombiikozidodekaeder je eno izmed Johnsonovih teles (J72).
V letu 1966 je Norman Johnson (rojen 1930) imenoval in opisal 92 teles, ki jih sedaj imenujemo Johnsonova telesa.

## Sorodni poliedri
Lahko ga konstruiramo kot rombiikozaeder z eno petstrano kupolo, ki je zavrtena za 36º. Okoli vsakega oglišča ima enake stranske ploskve. Njegova konfiguracija oglišča vzdolž vrtenja ima drugačen red, ki je enak 3.4.4.5.
| rombiikozidodekaeder | Giro rombiikozidodekaeder |